# Suzuki DL 1000 V-Strom
Die DL 1000 V-Strom ist ein Motorrad der Kategorie Reiseenduro des japanischen Fahrzeugherstellers Suzuki, welches von 2002 bis 2007 (für den US-Markt bis 2009) hergestellt wurde.

## Technik
Das Motorrad hat einen V-Motor mit zwei Zylindern und einen Hubraum von 996 cm³ bei einer Nennleistung von 72 kW (98 PS). Der Vierventil-Viertaktmotor hat eine querliegende Kurbelwelle mit je zwei obenliegenden, zahnrad- und kettengetriebenen Nockenwellen. Dieser Motor, welcher auch das Superbike Suzuki TL 1000 antreibt, wurde in Bezug auf die Leistung und des Drehmoments für die V-Strom entsprechend modifiziert und an die Verhältnisse einer Reiseenduro angepasst. So steht das maximale Drehmoment hier bereits bei 6.400 min-1 an; bei der TL 1000 jedoch erst bei 8.000 min-1.
Das Fahrverhalten und der Geradeauslauf ist auch bei hohen Geschwindigkeiten neutral, der sechste Gang ist als drehzahlsenkender Overdrive ausgelegt. Der Primärtrieb erfolgt über Zahnräder auf eine hydraulisch betätigte Mehrscheiben-Ölbadkupplung zu einem Sechsganggetriebe. Die Fahrwerkskonstruktion besteht aus einem Brückenrahmen aus Aluminiumprofilen mit einem angeschraubten Rahmenheck.
Der Kraftstofftank fasst 22 Liter und ermöglicht bei einem durchschnittlichen Kraftstoffverbrauch von 6,5 Liter auf 100 km eine Reichweite von 350 Kilometern. Die V-Strom beschleunigt von 0 auf 100 km/h in 3,5 Sekunden und erreicht eine Höchstgeschwindigkeit von 200 km/h.

## Modellgeschichte
- 2002 Markteinführung der DL 1000 V-Strom als „Sportenduro-Tourer“.
- 2003 Modifikation des Kupplungskorbs und der Sitzbank. Gabel ist nun in der Federvorspannung einstellbar.
- 2004 Änderung der Modellbezeichnung in V-Strom 1000. Cockpit-Instrumente gleichen denen der V-Strom 650 mit größerem digitalem Display. Außerdem nun dreifach höhenverstellbarer Windschild, neue Handprotektoren, Spiegel und  Blinker. Getriebe und Schaltmechanismus wurden geringfügig geändert.
- 2005 Neue Schaltereinheit rechts, Dauerfahrlicht.
- 2006 Kurbelgehäuse und Ölspritzdüsen geändert.
- 2007 Letztes Modelljahr des Typs V-Strom 1000 in Deutschland (bis 2008 noch Abverkauf). Einzige Änderung: weiße Blinkergläser.
- 2014 Neues Modell, basierend auf dem überarbeiteten 90-Grad-V2-Motor. Wichtigste Änderungen: 1037 statt 996 cm³, 100 PS, neuer, um 13 Prozent leichterer Alu-Rahmen, Upside-down-Gabel, Radialbremse, ABS, Traktionskontrolle, 2-in-1-Auspuffanlage, Tankinhalt 20 statt 22 Liter. Neu: Cockpit, Verkleidungsteile, Scheinwerfer.

## Schwestermodelle
Die Suzuki V-Strom wird seit 2004 auch mit einem leistungsschwächeren Motor als DL650 V-Strom verkauft. Die Kawasaki KLV1000 entstand durch eine Kooperation von Suzuki und Kawasaki und ist nahezu baugleich mit der V-Strom.

## Nachfolgemodell
Im Jahr 2012 wurde von Suzuki eine Konzept-Studie des möglichen Nachfolgers präsentiert, die V-Strom 1000 Concept. Das Design lehnt sich an der ersten Reiseenduro von Suzuki, der DR750s an. Der bekannte V2-Motor ist darin komplett überarbeitet worden. Ferner verfügt die Concept über eine verstellbare Anti-Schlupfregelung, Antiblockiersystem und radial verschraubte Bremssättel. Ende September 2013 stellte Suzuki den Konzepträger nun als V-Strom 1000 ABS vor, die ab dem Modelljahr 2014 verkauft wird.

## Kritiken
„Bei Modelljahren 2002 und 2003 führten zu schwache Torsionsfedern am Kupplungskorb mitunter zu Klappern, außerdem neigt die hydraulische Kupplung zu Undichtigkeiten. Prüfen! Achtung, wenn der V2 bei der Probefahrt abstirbt – Grund kann ein zu kleines Ventilspiel sein. Harte Gasannahme, Auspuffpatschen und Konstantfahrruckeln des via Einspritzung sehr mager abgestimmten Motors sind zwar nicht unüblich, bei starker Ausprägung sollte jedoch eine Profiwerkstatt das Drosselklappensystem neu justieren – das kostet zwischen 50 und 100 Euro.“

„Kaum etwas gibt es am Fahrverhalten der V-Strom auszusetzen; kein anderes Motorrad dieser Klasse zieht so agil und zugleich stabil seine Radien. Das beruht auf dem verwindungssteifen Alu-Rahmen, den sehr gut abgestimmten Federelementen sowie - nicht zuletzt - dem geringsten Gewicht aller Reise-Enduros. Präzise und spontan setzt die Suzi jeden Lenkbefehl in Richtungswechsel um. Enge Kurvenkombinationen oder schnelle, lang gezogene Biegungen - die V-Strom räubert auf höchstem sportlich-ambitioniertem Niveau und bleibt stets leicht beherrschbar. Selbst bei voll geöffnetem Gashahn auf der Autobahn gibt‘s weder Wackeln noch Pendeln.“

## Werkstattbücher
- Matthew Coombs & Phil Mather (übertragen und bearbeitet von Udo Stünkel): Wartung und Reparatur Suzuki TL 1000 S/R, DL 1000 V-Strom. Delius Klasing Verlag, Bielefeld 2006, ISBN 978-3-7688-5231-9.
- Suzuki TL 1000 S/R and DL 1000 V-Strom: Service and Repair Manual: 1997 to 2003 (Haynes Service & Repair Manuals).Haynes Pubn Verlag, 2004, ISBN 1-84425-083-0.
- Reparaturanleitung Suzuki DL 1000 V-Strom. 1. Auflage. Bucheli Verlag, 2004, ISBN 3-7168-2054-7, S. 172.